# Pier Giacomo Castiglioni
Pier Giacomo Castiglioni (Milano, 22 aprile 1913 – Milano, 27 novembre 1968) è stato un architetto e designer italiano.
Si tratta di uno dei progettisti più influenti del design italiano e fra i più famosi a livello internazionale, definito da Dino Gavina fra i primi dieci designer al mondo. Le sue opere sono esposte e conservate nelle collezioni dei più importanti musei di design industriale e d'arte contemporanea del mondo, dal MoMA di New York al Triennale Design Museum di Milano.

## Biografia

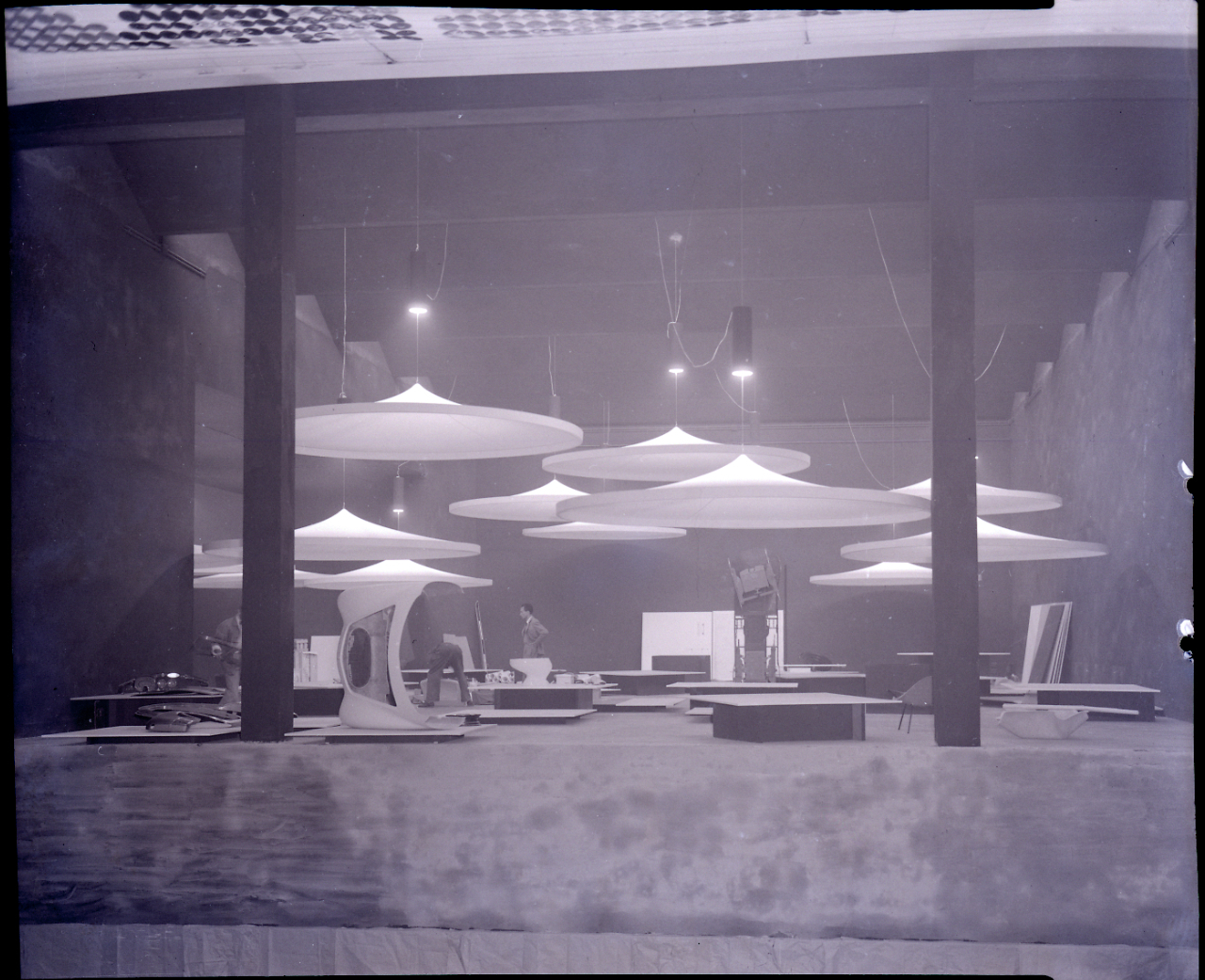
Milano, X Triennale: allestimento del padiglione dell'Industrial Design interno a Palazzo dell'Arte su progetto di Pier Giacomo e Achille Castiglioni. Foto di Paolo Monti (1954).

Figlio dello scultore Giannino Castiglioni e di Livia Bolla, si è laureato in architettura al Politecnico di Milano nel 1937 con un punteggio di 100 su 100. Inizia subito l'attività didattica al Politecnico di Milano come primo assistente di numerosi protagonisti dell'architettura, tra cui: Renato Camus, Giò Ponti, Piero Portaluppi, Ernesto Nathan Rogers.
Contemporaneamente intraprende, col fratello Livio Castiglioni, l'attività nel campo architettonico. Sono di quegli anni il progetto di restauro dell'Ospedale Maggiore di Milano e collaborazioni con altri studi professionali: Nichelli e Caccia.

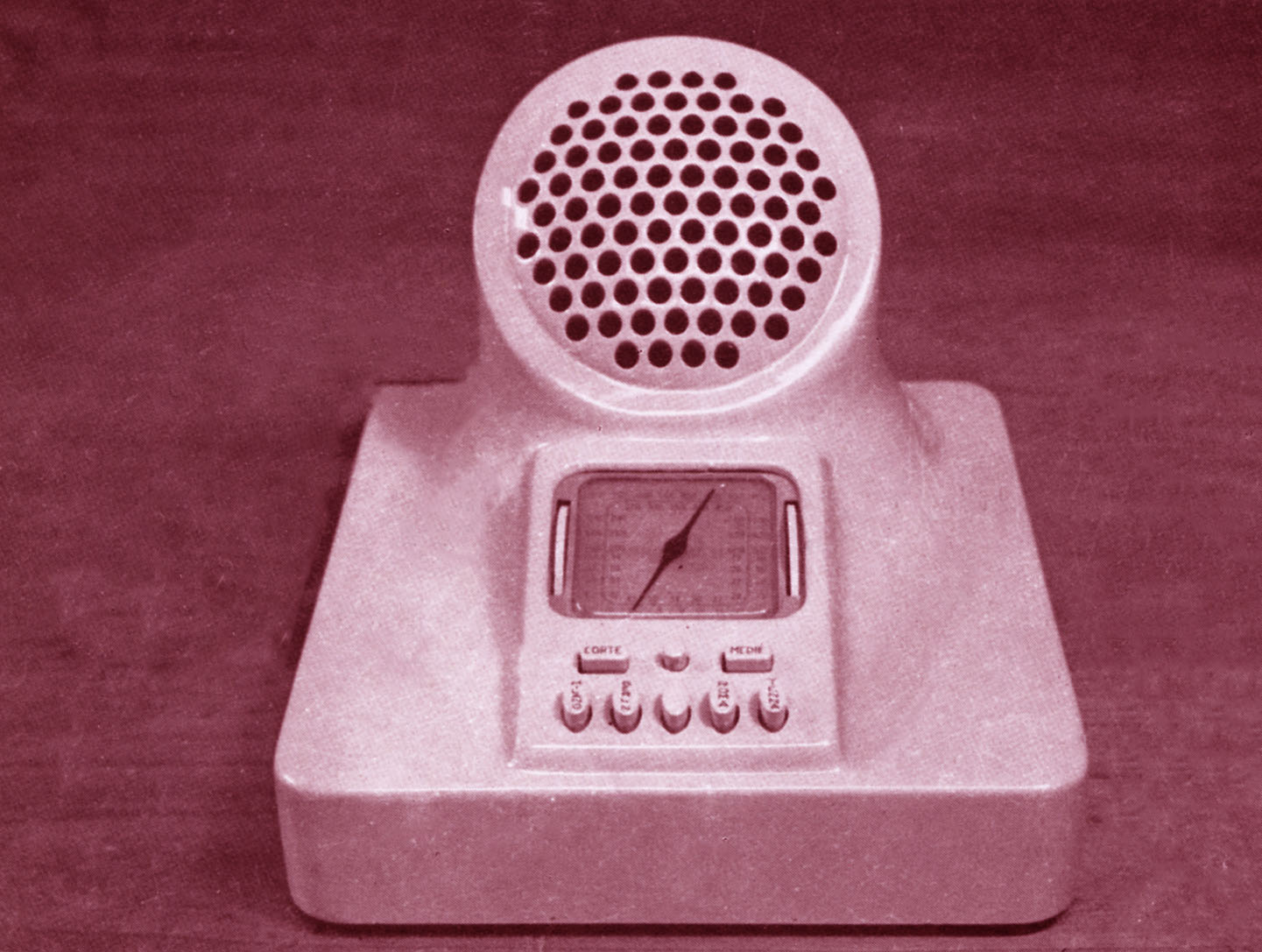
La Phonola 547 radio a valvole in bachelite prodotta in varie colorazioni, progettata dai fratelli Castiglioni 1939.

Nel 1938 in collaborazione con il fratello Livio e Luigi Caccia Dominioni progetta modelli di apparecchi radio per la Phonola e posate per la ditta Miracoli, tuttora prodotte da Alessi. La sua collaborazione professionale con Dino Gavina ha dato luce ad alcune fra le opere più rilevanti del design italiano, rivoluzionando il settore dell'illuminazione legato all'arredamento.
Nel 1944 si laurea Achille, il minore dei tre fratelli, che inizia la sua avventura nello studio Castiglioni.
Sempre in quell'anno Pier Giacomo disegna il Sigillo Araldico del Politecnico di Milano.
Nel 1952-53 si occupa del restauro del Palazzo della Permanente di Milano e della Torre insieme al fratello Achille e all'arch. Luigi Fratino.
Tra gli anni '50 e '60 vince diversi premi importanti presso la Triennale di Milano, in particolare: nel 1947 una Medaglia di bronzo, nel 1951 e nel 1954 un Gran Premio, una Medaglia d'argento e una Medaglia d'oro nel 1957, nel 1960 un'altra Medaglia d'oro e nel 1963 un'altra Medaglia d'argento.
Nel 1956 è tra i fondatori dell'A.D.I., di cui è stato membro di Giuria e pluripremiato come riportato di seguito:
- 1955 Premio Compasso d'oro per la lampada Luminator;
- 1956 In Giuria al Premio Compasso d'oro;
- 1957 In Giuria al Premio Compasso d'oro;
- 1960 Premio Compasso d'oro per la sedia scolastica Palini;
- 1962 Premio Compasso d'oro per la macchina da caffè Pitagora;
- 1964 Premio Compasso d'oro per la Spinamatic (spillatrice per la Birra);
- 1967 Premio Compasso d'oro per l'apparecchio ricevente 6 canali.

Il 1958 lo vede pesantemente impegnato nella ristrutturazione della sede della Camera di Commercio di Milano, un lavoro soprannominato di "architettura totale" a cui ci abituerà anche in altri progetti.
Nel 1959 per conto di Dino Gavina progettò la sede storica della Gavina a San Lazzaro di Savena.
Nel 1960 s'inaugura il ristorante-birreria Splügen Bräu dove al progetto architettonico si realizzano una serie di posate, lampade, bicchieri e accessori che hanno caratterizzato il locale sino alla sua chiusura, avvenuta nel 1981.
Numerosi gli allestimenti realizzati dallo Studio Castiglioni per importanti clienti come: Eni, Montecatini, RAI.
Nel 2013, a Vicenza gli è stata dedicata, all'interno della Basilica Palladiana, una mostra per il centenario dalla sua nascita: Pier Giacomo, cento volte Castiglioni organizzata dall'istituto ISAI design academy per la manifestazione "Città dell'Architettura n°1".

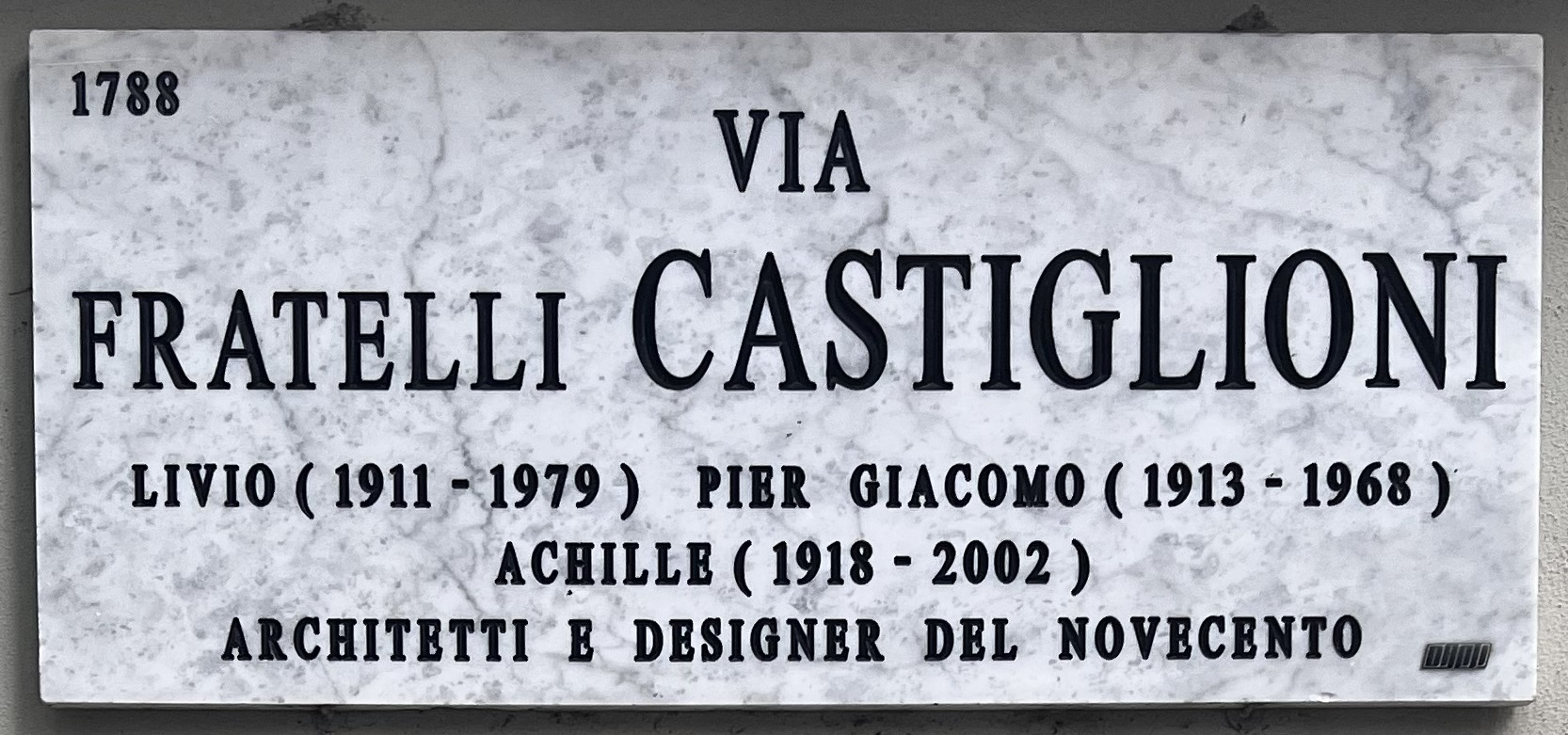
Targa stradale commemorativa, Milano

Nel 2014 ai fratelli Castiglioni è stata dedicata una via a Milano in zona Porta Nuova.

## Disegno industriale
(elenco parziale)

### Sedie e poltrone
- 1957 Sella, sedile per Zanotta, (con Achille Castiglioni)
- 1957 Mezzadro, sedile per Zanotta, (con Achille Castiglioni)
- 1957 Poltrona Cubo, seduta per Arflex, oggi in produzione presso Meritalia, (con Achille Castiglioni)
- 1960 Sanluca (con Achille Castiglioni), poltrona per Gavina (successivamente Knoll, Bernini, Poltrona Frau)
- 1960 Taraxacum, Viscontea, lampade per Heisenkeil (oggi collezione Flos)
- 1960-1969 Lierna, (con Achille Castiglioni), sedia il cui nome deriva da quello della cittadina sul Lago di Como, per Cassina, Gavina e Meritalia.
- 1965 Tric  (con Achille Castiglioni), sedia pieghevole in legno, per BBB
- 1966 Allunaggio, sedile per Zanotta.

### Posate e bicchieri
- 1938 posate Caccia di Livio Castiglioni, Pier Giacomo Castiglioni e Luigi Caccia Dominioni, per Alessi
- 1960 bicchieri Splügen, per il bar Splügen Bräu di Milano, attualmente prodotto da Alessi
- 1962 Sleek, cucchiaini per barattoli per Kraft e Alessi
- 1965 bicchieri e decanter Orseggi, (con Achille), per Alessi

### Lampade
- 1949 Tubino, lampada da tavolo per Flos
- 1954 Luminator, lampada da terra per Flos
- 1957 Saliscendi, lampada sospensione per Stilnovo, (con Achille)
- 1960 Gatto, Gatto Piccolo, lampada per Heisenkeil (oggi collezione Flos)
- 1962 Lampada Taccia, lampada per Flos
- 1962 Arco, (con Achille) lampada da pavimento per Flos
- 1962 Toio, lampada a terra per Flos
- 1964 Splügen Bräu, lampada da sospensione per Flos (con Achille)
- 1967 Snoopy, (con Achille), lampada da tavolo per Flos

### Altri
- 1940 Phonola F.I.M.I., Phonola F.I.M.I. mod. 303 Scarpone (progetto di Livio, Pier Giacomo Castiglioni e Luigi Caccia Dominioni)
- 1956 Spalter, aspirapolvere
- 1965 Firenze, orologio da parete per Lorenz (prototipo) e Alessi (produzione)
- 1965 RR 126, radiofonografo per Brionvega
- 1967 cuffia per traduzioni simultanee, committente Phoebus Alter
- 1968 Interruttore rompitratta, per VLM

## Collezioni
(elenco parziale)
- Sedia Mezzadro al Museum of Modern Art di New York
- Lampada Toio al Museum of Modern Art di New York
- Lampada Arco al Museum of Modern Art di New York

## Architettura
(elenco parziale)

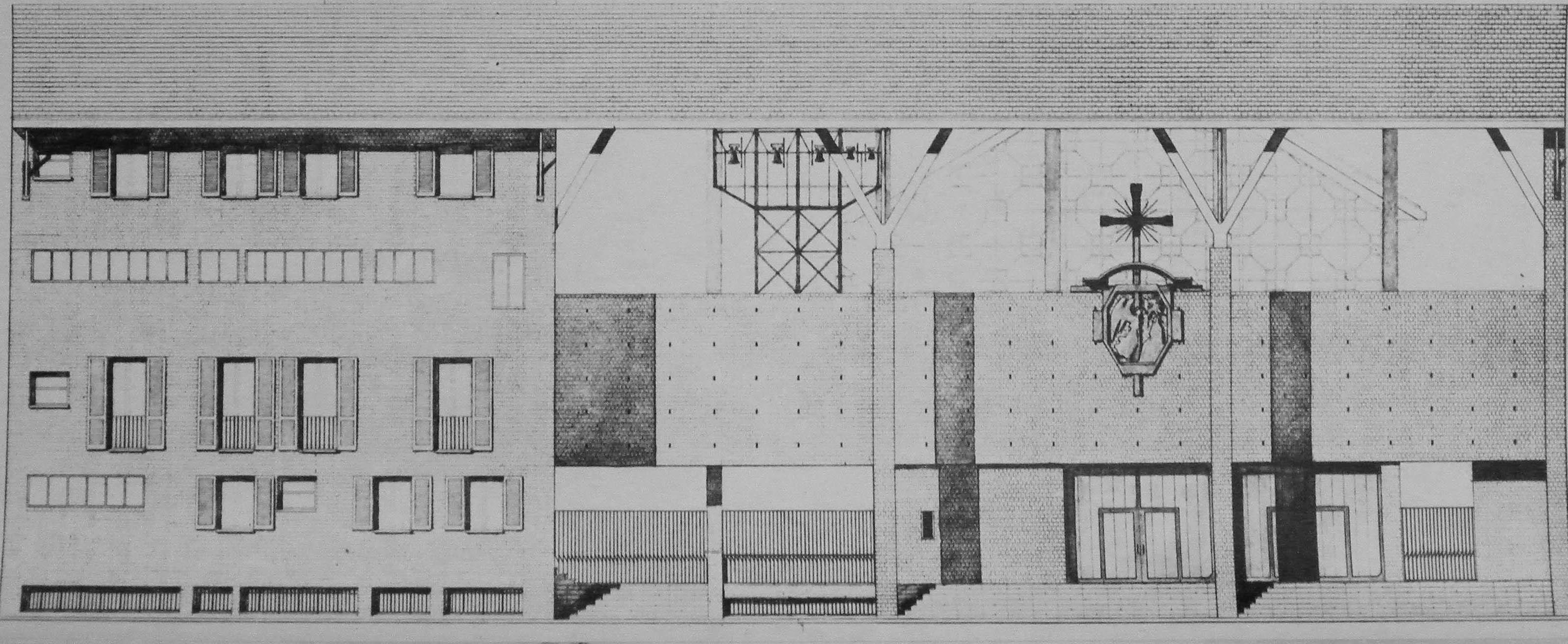
Prospetto originale della Chiesa di San Gabriele Arcangelo in Mater Dei, Milano

- 1932 Acciaieria, Progetto dello studente Pier Giacomo Castiglioni per un’acciaieria
- 1942 Concorso Monumento Ossario, Progetto architettonico di Pier Giacomo Castiglioni per un concorso di realizzazione di un monumento (cimitero/ossario) dei caduti Italiani in Albania
- 1943 Casa F, Progetto architettonico di Pier Giacomo Castiglioni per la realizzazione della “Casa F”, non costruita, ad Abbadia Lariana, provincia di Lecco
- 1952-1953 Torre de La Permanente, Milano
- 1956 Chiesa di San Gabriele Arcangelo in Mater Dei, Milano
- 1958 Camera di Commercio, Industria e Agricoltura, Milano
- 1959 Sede della Gavina Spa, San Lazzaro di Savena, Bologna
- 1960 Birreria Splügen Brau, Milano
- 1968 Negozio Omega, Piazza Duomo, Milano

## Allestimenti
(lista incompleta)
- 1947 Fondazione Fiera di Milano "XIV Mostra internazionale della radio", Milano
- 1948 Fondazione Fiera di Milano "XV Mostra nazionale della radio", Milano
- 1957 "Colori e forme nella casa d'oggi", Villa Olmo a Como
- 1963 "Vie d'acqua da Milano al mare", Palazzo Reale, Milano
- 1965 "La casa abitata", Palazzo Strozzi, Firenze